# Pleasure of Love
Pleasure of Love è un singolo del gruppo musicale new wave statunitense Tom Tom Club, pubblicato nel 1983 dall'etichetta discografica Sire. È stato il secondo estratto dal secondo album in studio del gruppo, Close to the Bone.
Il brano riprende le atmosfere del precedente Genius of Love, pur non bissandone il successo commerciale. Il brano è stato scritto dai Tom Tom Club ed è l'ultimo singolo pubblicato durante la prima fase della carriera. Per il successivo Don't Say No, infatti, bisognerà attendere cinque anni.

## Campionamenti
Nonostante il limitato successo commerciale, il brano è diventato un classico degli anni ottanta. Apprezzato soprattutto negli ambienti hip hop, fu sfruttato (così come altri brani della band) da diversi artisti della scena come campionamento per alcuni brani nei decenni a seguire. Già nel 1983 il brano fu ripreso dal gruppo The Treacherous Three per il brano Turning You On. Durante gli anni novanta, la canzone ritrovò la popolarità perché la base musicale fu sfruttata da LL Cool J per il brano Hot, Hot, Hot inciso in collaborazione con Leshaun nel 1997. Ancora successivamente, fu utilizzato un campionamento per realizzare il brano Pleasure di Jern Eye.

## Tracce
12" Maxi Sire 0-20164
1. Pleasure of Love (Long Version) – 6:33
2. Pleasure of Love (Instrumental) – 5:27